# Кучкаево
Кучка́ево (эрз. Кучкайвеле) — село в Большеигнатовском районе Республики Мордовии Российской Федерации. Административный центр Кучкаевского сельского поселения.
Численность населения — 249 чел. (2010 год), в основном русские.

## География
Расположено в 7 км от районного центра и 52 км от железнодорожной станции Оброчное.

## История
Название — антропоним: первым поселенцем был татарин именем Кучкай. Фамилия Кучкаев до сих пор сохранилась в Татарстане.
В «Списке населённых мест Симбирской губернии» (1863) Кучкаево — село владельческое, состоящее из 72 дворов, приписано к Ардатовскому уезду. В 1930-х гг. был создан колхоз, с конца 1990-х гг. — СХПК им. Кирова.

## Население
| 2002 | 2010 |
| ---- | ---- |
| 272  | ↘249 |

## Описание
В современной инфраструктуре Кучкаева — основная школа, Дом культуры, филиал районной библиотеки, магазин, медпункт; памятник-обелиск секретарю комсомольской ячейки П. Т. Ильину, убитому в 1931 г. кулаками.
В селе есть большой пруд и сад-роща. Близ села бьет родник.
В Кучкаеве работали педагог Ю. Г. Утлова, заслуженный учитель школы МАССР А. С. Молоканова.
В Кучкаевскую сельскую администрацию входят д. Полудмитриевка (13 чел.) и Монаково (57 чел.; родина главы Рузаевского муниципального района А. Н. Старцева).